# Гораєць-Загробле-Кольонія
Гораєць-Загробле-Кольонія (пол. Gorajec-Zagroble-Kolonia) — село в Польщі, у гміні Радечниця Замойського повіту Люблінського воєводства.
Населення — 90 осіб (2011).
У 1975-1998 роках село належало до Замойського воєводства.

## Демографія
Демографічна структура станом на 31 березня 2011 року:
|          | Загалом | Допрацездатний вік | Працездатний вік | Постпрацездатний вік |
| -------- | ------- | ------------------ | ---------------- | -------------------- |
| Чоловіки | 47      | 8                  | 26               | 13                   |
| Жінки    | 43      | 4                  | 20               | 19                   |
| Разом    | 90      | 12                 | 46               | 32                   |